# Piet Groeneboom
Petrus (Piet) Groeneboom (Scheveningen, 24 september 1941) is een Nederlandse statisticus die grote vooruitgang boekte op het gebied van statistiek onder orde-restricties, zoals isotone regressie. Hij werkte ook op het gebied van de kansrekening.

## Opleiding en carrière
Aan het begin van zijn universitaire studie in 1959 schreef Groeneboom zich in voor geneeskunde aan de Universiteit van Amsterdam, maar stapte al snel over naar psychologie aan dezelfde universiteit. In 1963 behaalde hij zijn kandidaatsdiploma. Hierna werd hij kandidaat-assistent bij Nico Frijda in het onderzoeksproject "Denken en Geheugen". Tijdens zijn studie volgde hij een cursus logica van analytisch filosoof Else M. Barth, wiens invloed, samen met die van Lambert Meertens, hem later naar eigen zeggen deed besluiten wiskunde te gaan studeren. Hij was assistent van Johannes de Groot. Hij behaalde in 1971 cum laude zijn doctoraaldiploma in de wiskunde, eveneens aan de Universiteit van Amsterdam. Groeneboom werkte vanaf 1975 aan zijn proefschrift bij Jacobus (Kobus) Oosterhoff bij wie hij in 1979 promoveerde.
Voor en direct na het behalen van zijn doctoraal examen werkte Groeneboom op het psychologisch laboratorium van de Universiteit van Amsterdam. Nadat zijn tweede periode daar in 1973 eindigde, verhuisde hij naar het Centrum voor Wiskunde & Informatica, destijds Mathematisch Centrum geheten, in dezelfde stad.
Van 1979 tot 1981 was Groeneboom gasthoogleraar aan de Universiteit van Washington, waar hij van 1999 tot 2013 zou terugkeren als affiliate professor bij de vakgroep statistiek. Vanaf 1981 was hij opnieuw verbonden aan het Centrum voor Wiskunde en Informatica, voordat hij in 1984 werd benoemd tot hoogleraar statistiek aan de Universiteit van Amsterdam. In 1988 werd hij hoogleraar aan de Technische Universiteit Delft, waar hij bleef tot aan zijn pensionering in 2006. Van 2001 tot 2006 was hij bovendien deeltijdhoogleraar aan de Vrije Universiteit Amsterdam. Hij was tevens gasthoogleraar aan Stanford University (1990), Université Paris VI (1994) en de ETH, Zürich (2007).
Groeneboom is sinds zijn pensionering in 2006 emeritus hoogleraar statistiek aan de Technische Universiteit Delft. Na zijn pensionering kwam hij in de publieke aandacht vanwege zijn statistische werk, in samenwerking met Richard Gill, aan de herziening van het proces tegen Lucia de Berk, een Nederlandse verpleegster die was veroordeeld voor het plegen van moorden op ziekenhuis patiënten.
In 1976  bewees Groeneboom de stelling van Sanov in een fijnere (niet metrizeerbare) topologie dan de topologie van zwakke convergentie. De in deze preprint geïntroduceerde topologie werd gebruikt in het artikel Large Deviation Theorems for Empirical Probability Measures, met co-auteurs Kobus Oosterhoff en Frits Ruymgaart.
Een artikel dat hij in 1983 publiceerde over eigenschappen van de Brownse beweging gaf aanleiding tot een grote hoeveelheid literatuur over convexe minoranten van meer algemene stochastische processen. Een van de belangrijkste werkgebieden van Groeneboom is statistiek onder orde-restricties, waaronder isotone regressie, een gebied dat verband houdt met de eerder genoemde minorant problemen, als speciaal geval.
Zijn interesse in statistiek onder orde restricties begon in de tweede helft van zijn tweejarig verblijf aan de Universiteit van Washington. In een artikel uit 1985 over een schatter van een monotone dichtheid, genoemd naar Ulf Grenander, introduceerde hij de “switch relation”, die nu in dit gebied op grote schaal wordt gebruikt. Hij ontdekte de analytische vorm van de chernoffverdeling, waarvan later duidelijk werd dat deze alomtegenwoordig is in monotone problemen, in de jaren tachtig, onafhankelijk van anderen die tegelijkertijd aan het probleem werkten. Zijn artikel over het probleem werd beschouwd als een mijlpaal op het gebied van statistiek onder orde restricties. In het jaar 2010 keerde hij terug naar het probleem en gaf nieuwe bewijzen, samen met Steve Lalley en Nico Temme.
Sinds eind jaren tachtig werkt Groeneboom ook aan intervalgecensureerde modellen. Hij leidde de asymptotische verdeling af van de niet-parametrische schatter van de verdelingsfunctie van de niet-observeerbare waarnemingen in het zogenaamde “current status model”. Het iteratieve convexe minorant-algoritme dat hij in 1991 introduceerde, werd gebruikt bij statistische schattingen voor modellen met zogenaamde “Cox proportional hazards”.
Hij bewees voor het eerst centrale limietstellingen voor het aantal hoekpunten van het convex omhulsel van uniforme steekproeven in het inwendige van convexe figuren in het platte vlak. Rolf Schneider zegt hierover: "The first central limit theorems for the number of vertices of the convex hull were obtained in pioneering work of Groeneboom”.
Samen met Eric Cator heeft Groeneboom bijgedragen aan de probabilistische analyse van het Hammersley-proces, een continu interactief deeltjessysteem (IPS). Methoden vergelijkbaar met die van hen werden vervolgens toegepast op andere IPS's.
Het is bekend dat hij sommige Amerikaanse statistici zoals Jon A. Wellner sterk heeft beïnvloed.
Eind jaren 2000 sloot Groeneboom zich aan bij Richard D. Gill in een poging de veroordeling ongedaan te maken van Lucia de Berk, een Nederlandse verpleegster, die schuldig was verklaard aan de moord op vier van haar patiënten en de poging om drie anderen te vermoorden. De zaak was in Nederland een spraakmakende zaak, opmerkelijk omdat hier de berekening van de waarschijnlijkheid van bepaalde gebeurtenissen werd gebruikt. Ze toonden aan dat de statistische overwegingen die tot de aanvankelijke vermoedens van moord hadden geleid, en de overwegingen die daarna centraal in de zaak stonden, gebrekkig waren. De poging was uiteindelijk succesvol en de Berk werd uiteindelijk in 2010 vrijgesproken van alle beschuldigingen.
Voor zijn artikel over de Chernoff verdeling, geschreven in 1984 maar veel later verschenen in 1989, ontving Groeneboom de Rollo Davidson-prijs 1985. Groeneboom is fellow van het Institute for Mathematical Statistics en gekozen lid van het International Statistical Institute. In 2013 gaf hij de Wald-lezingen op de Joint Statistical Meeting in Montreal.
- Bibsys: 90301904
- Bibliothèque nationale de France: cb12319221v (data)
- Catàleg d'autoritats de noms i títols de Catalunya: 981058516023806706
- CiNii: DA06655013
- Gemeinsame Normdatei: 1089512902
- International Standard Name Identifier: 0000 0001 1628 2645
- Library of Congress Control Number: n80080970
- Mathematics Genealogy Project: 75843
- Nationale Bibliotheek van Tsjechië: uk20211118419
- Nationale Bibliotheek van Israël: 987007447186205171
- Nederlandse Thesaurus van Auteursnamen: 072842407
- ORCID: 0000-0001-8027-8114
- Réseau des bibliothèques de Suisse occidentale: 02-A027404350
- Système universitaire de documentation: 086081063
- Virtual International Authority File: 41908876
- WorldCat: E39PBJxMhKhQfYkhwRV6djFBT3